# 3 Samodzielny Dywizjon Wojskowej Straży Granicznej

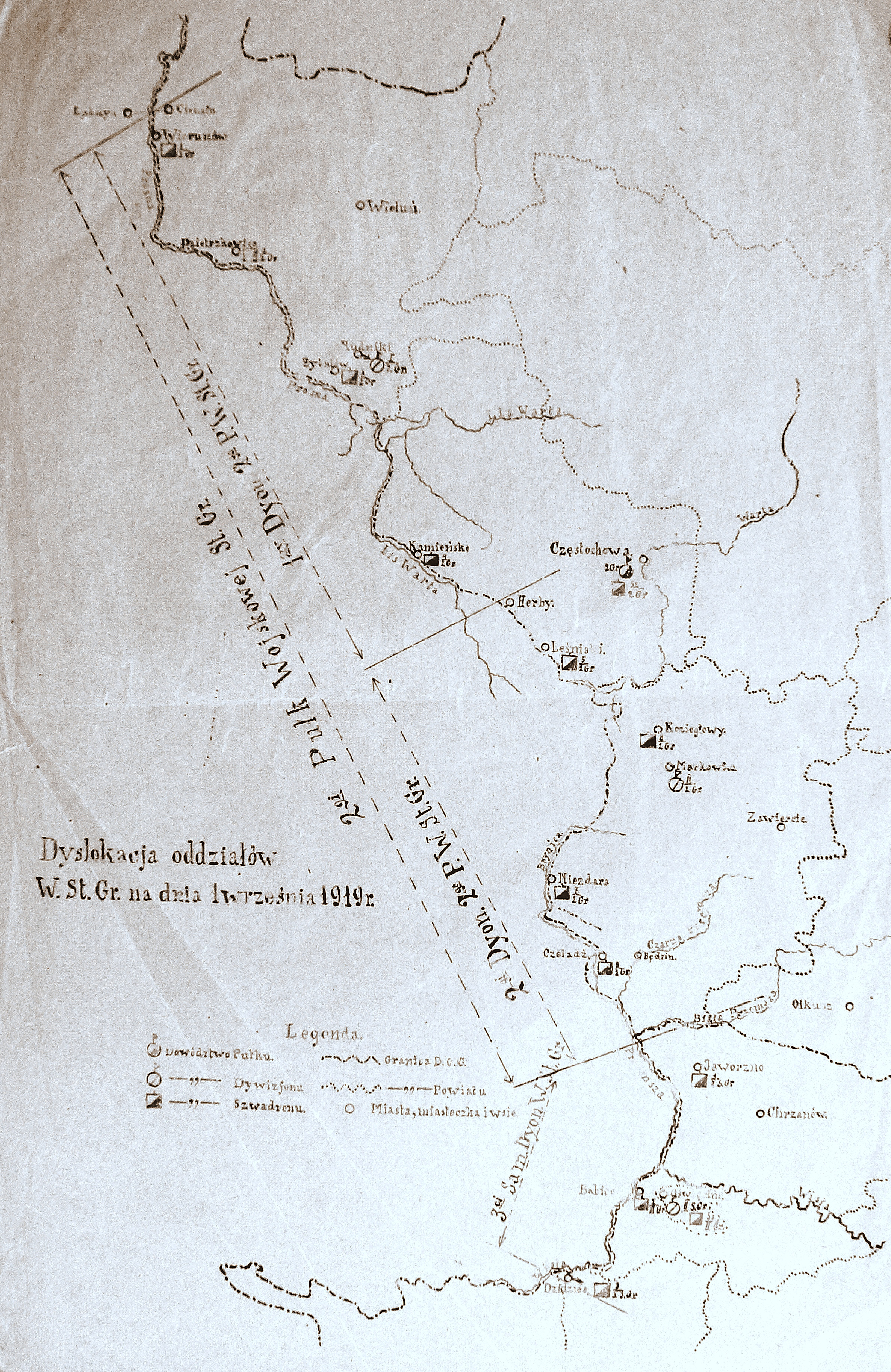
Szkic rozmieszczenia 2 pułku WSG i 2 samodzielnego dywizjonu WSG w 1919

3 Samodzielny Dywizjon Wojskowej Straży Granicznej – jednostka organizacyjna Wojskowej Straży Granicznej w II Rzeczypospolitej.

## Formowanie i zmiany organizacyjne
14 lipca 1919 ukazało się rozporządzenie ministra spraw wojskowych odnośnie do dyslokacji i reorganizacji oddziałów granicznych. 3 samodzielny dywizjon Wojskowej Straży Granicznej ochraniał odcinek graniczny od  Białej Przemszy do Dziedzic. Dowództwo rozlokowało się w Oświęcimiu. 1 szwadron w rozmieszczono w Jarocznie, 2 szwadron w Babicach, 3 szwadron, po sformowaniu w Oświęcimiu, przeniesiono do Dziedzic.
Tym samym rozporządzeniem nakazano sformowanie przy dywizjonie 5 szwadronu szkolnego WSG.
Pod koniec 1919 i na przełomie lat 1919/1920 nastąpiły dalsze zmiany w dyslokacji pododdziałów Wojskowej Straży Granicznej. Rozkazem ministra spraw wojskowych z 12 listopada 1919 pełniący służbę graniczną na odcinku śląskim od Dziedzic po Białą Przemszę 3 samodzielny dywizjon WSG został przeniesiony na nie obsadzoną jeszcze dotąd wschodnią granicę obszaru plebiscytowego na Mazurach. Obsadził on około 100 kilometrową rubież Rajgród–Solisłówko–Jeziorki Jabłońskie–Raczki–Bakałarzewo–Filipów–Przerośl. Obszar ten należał do kompetencji Naczelnego Dowództwa WP, zatem dywizjon WSG został uznany za jednostkę eksterytorialną i w sprawach służbowych podlegał Dowództwu Okręgu Generalnego „Warszawa”, a w sprawach lokalnych, zwracał się wprost do 41 pułku piechoty w Suwałkach, który na tym odcinku zabezpieczał linię demarkacyjną. Jego dotychczasowy odcinek obsadził II dywizjon 2 pułku Wojskowej Straży Granicznej. Ponieważ w skład dywizjonu wchodziły tylko trzy szwadrony o łącznej liczbie 674 żołnierzy, Inspektorat Wojskowej Straży Granicznej otrzymał polecenie sformowania czwartego szwadronu.
Dywizjon w sile 4 szwadronów zajmował odcinek na granicy Prus Wschodnich od szosy Filipów przecinającej granicę do miejscowości Wisztyniec na płn., odkąd rozpoczynała się granica litewska.
Dowództwo dyonu wraz z komisją gospodarczą i szwadronem szkolnym mieściło się w Suwałkach o 30 km od lewego skrzydła odcinka granicznego i o 50 km od prawego skrzydła.
W marcu 1920 3 samodzielny dywizjon Wojskowej Straży Granicznej został przemianowany na 3 samodzielny dywizjon Strzelców Granicznych, a w kwietniu 1920 przeformowany na 10 pułk Strzelców Granicznych, o składzie 2 dywizjonów i szwadronu szkolnego.

## Służba graniczna
Zadaniem szwadronów było wyłapywanie wrogich elementów przekradających się do Polski, zatrzymywanie wszelkich kontraband oraz ochrona granicy przed bandami uzbrojonymi, przekradającymi się z Litwy od północy.
Wydarzenia
- w styczniu 1920 na odcinku 3 szwadronu aresztowano 16 uzbrojonych bandytów, którzy przekroczyli granicę Prus Wschodnich z zamiarem dokonania napadów w Suwalszczyźnie i przejścia z powrotem przez Wiżajny na Litwę. Byli to Rosjanie i Litwini, którzy jako jeńcy rosyjscy pozostawali w niewoli niemieckiej[8].

## Rozmieszczenie dywizjonu
| Rozmieszczenie 2 sdWSG w Oświęcimiu na dzień 15 lipca 1919   | Rozmieszczenie 2 sdWSG w Oświęcimiu na dzień 15 lipca 1919   | Rozmieszczenie 2 sdWSG w Oświęcimiu na dzień 15 lipca 1919   | Rozmieszczenie 2 sdWSG w Oświęcimiu na dzień 15 lipca 1919   | Rozmieszczenie 2 sdWSG w Oświęcimiu na dzień 15 lipca 1919   |
| szwadrony                                                    | 1. Jaworzno                                                  | 2. Babice                                                    | 3. Dziedzice                                                 | sz. szk. Oświęcim                                            |
| Rozmieszczenie 2 sdWSG w Suwałkach na dzień 25 stycznia 1920 | Rozmieszczenie 2 sdWSG w Suwałkach na dzień 25 stycznia 1920 | Rozmieszczenie 2 sdWSG w Suwałkach na dzień 25 stycznia 1920 | Rozmieszczenie 2 sdWSG w Suwałkach na dzień 25 stycznia 1920 | Rozmieszczenie 2 sdWSG w Suwałkach na dzień 25 stycznia 1920 |
| szwadrony                                                    | 1. Reszki                                                    | 2. Wierciochy                                                | 3. Filipowo                                                  | 4. Przerośl                                                  |
| ------------------------------------------------------------ | ------------------------------------------------------------ | ------------------------------------------------------------ | ------------------------------------------------------------ | ------------------------------------------------------------ |
| placówki                                                     | Podliszewo                                                   | Korytki                                                      | Bakałarzewo                                                  | Białe Jeziorki                                               |
| placówki                                                     | Popowo                                                       | Lipówka                                                      | Garbas                                                       | Nowa Wieś                                                    |
| placówki                                                     | Młynek                                                       | Konopki                                                      | Filipowo                                                     |                                                              |
| placówki                                                     | Chomontowo                                                   | Nowa Wieś                                                    | Supienie                                                     |                                                              |

## Żołnierze  dywizjonu
Stan na dzień 26 sierpnia 1919:
- dowódca dywizjonu – ppłk Witold Sieciński
  - adiutant dywizjonu – ppor. Józef Tucholski[12]
  - oficer rachunkowy – ppor. Władysław Adam
  - oficer rachunkowy – Emeryk Łopuszański
  - lekarz – pchor. Feliks Kongsberg
  - weterynarz – por. Włodzimierz Harassewski
- dowódca 1 szwadronu – rtm. Juliusz Manzett
- dowódca 2 szwadronu – por. Marian Weretyński
- dowódca 3 szwadronu – rtm. Jerzy Krzyżanowski
- dowódca szkolnego szwadronu – rtm. Julian Kreisel
- dowódca szkoły podoficerskiej – ppor. Czesław Kozielski

Stan z grudnia 1919:
- dowódca dywizjonu – płk Konrad Witold Sieciński[14]

Sztab dywizjonu
- adiutant – por. Tucholski Józef
- oficer rachunkowy – ppor. Adam Władysław
- oficer prowiantowy – u.w XI Łopuszański Emeryk
- lekarz weterynarii  – kpt. Gelobisz Beniamin
- lekarz sanitarny – kpt. Szczęsnowicz
- kapelan – kpt. Haraburda
- oficer broni – ppor. Cwaliński Mieczysław

Pododdziały
- dowódca 1 szwadronu – ppor. Gundelach Władysław
  - młodszy oficer – ppor. Świątek Wincenty
  - młodszy oficer – ppor. Kozielski Czesław
- dowódca 2 szwadronu – por. Weretyński Marian
  - młodszy oficer – ppor. Łuniewski Stanisław
  - młodszy oficer – ppor. Skorupski Janusz
- dowódca 3 szwadronu – rtm. Krzyżanowski Jerzy
  - młodszy oficer – por. Łada-Bardowski Edmund
  - młodszy oficer – por. Handelsmann Włodzimierz
  - młodszy oficer – ppor. Auer Łucjan
- dowódca 4 szwadronu – rtm. Krajsel Julian
  - młodszy oficer – por. Nieciengiewicz Wacław
  - młodszy oficer – ppor. Hebda Stefan
- dowódca szwadronu szkolnego – mjr Manżett Stefan
  - zastępca dowódcy szwadronu szkolnego – por. Mieczyński Stefan
  - młodszy oficer – ppor. Chmielewski Kazimierz
  - młodszy oficer – ppor. Mizia Józef
  - młodszy oficer – ppor. de Latour Sławomir

## Przekształcenia
- 2 dywizjon Straży Granicznej → II  dywizjon 2 pułku Straży Granicznej (do III 1919) → II  dywizjon 2 pułku Wojskowej Straży Granicznej (do VI 1919) → 3 samodzielny dywizjon Wojskowej Straży Granicznej (do  III 1920) → 3 samodzielny dywizjon Strzelców Granicznych (do V 1920) → 10 pułk Strzelców Granicznych ↘ rozformowany w grudniu 1920